# Mineiros
Mineiros este un oraș în Goiás (GO), Brazilia.
[www.mineiros.go.gov.br]